# Microhyle viettei
Microhyle viettei är en fjärilsart som beskrevs av De Toulgoët 1976. Microhyle viettei ingår i släktet Microhyle och familjen björnspinnare. Inga underarter finns listade i Catalogue of Life.